# Culinária da Namíbia

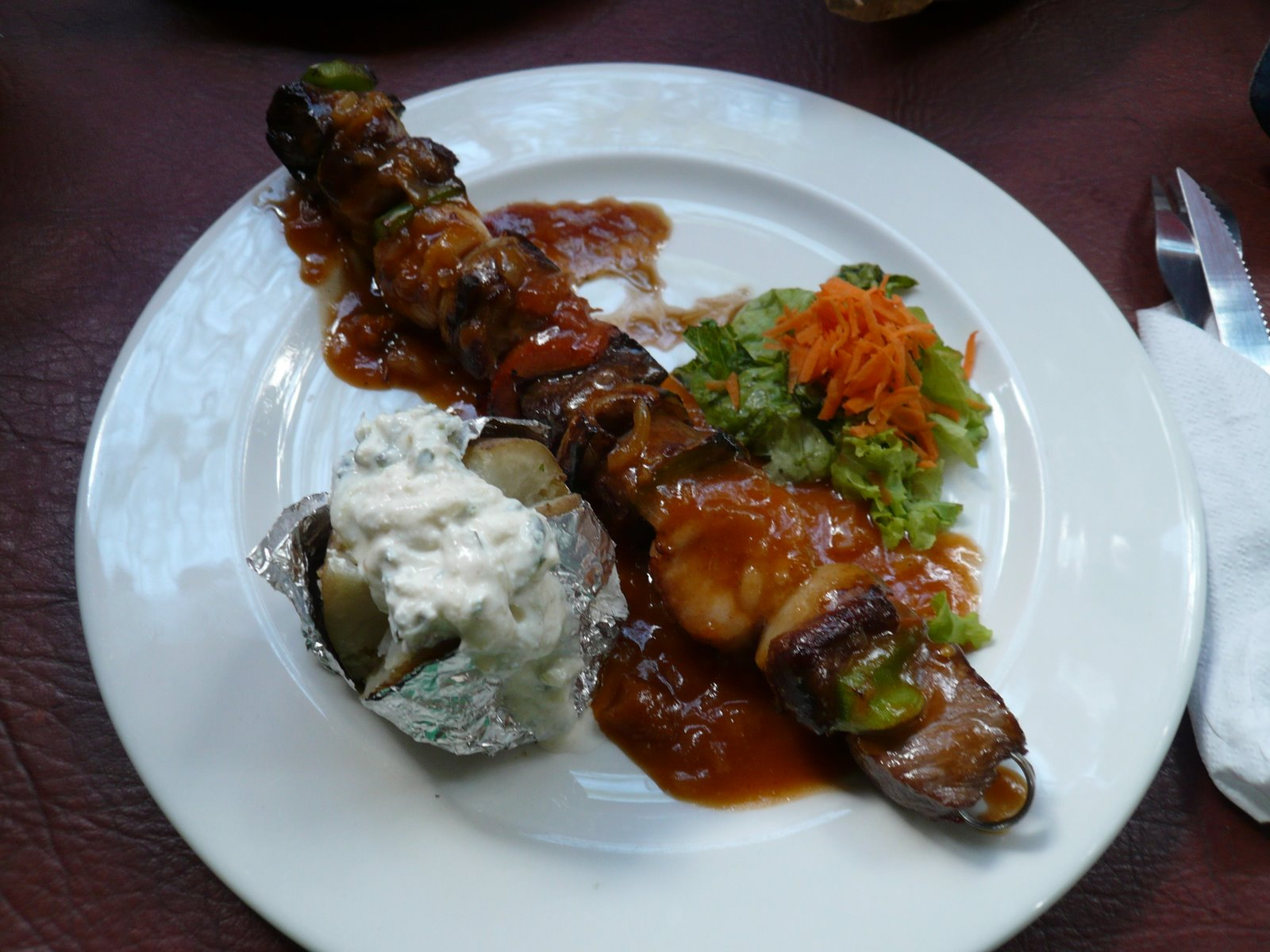
Carne de caça grelhada: crocodilo, kudu e órix, em Windhoek, Namíbia

Localização da Namíbia

A culinária namibiana é a culinária da Namíbia, influenciada por duas vertentes culturais principais:
- Culinária praticada por indígenas da Namíbia como os grupos Himba, Herero e San
- A culinária do colonizador introduzida durante o período colonial por pessoas de ascendência alemã, afrikaner e britânica.

## Culinária indígena

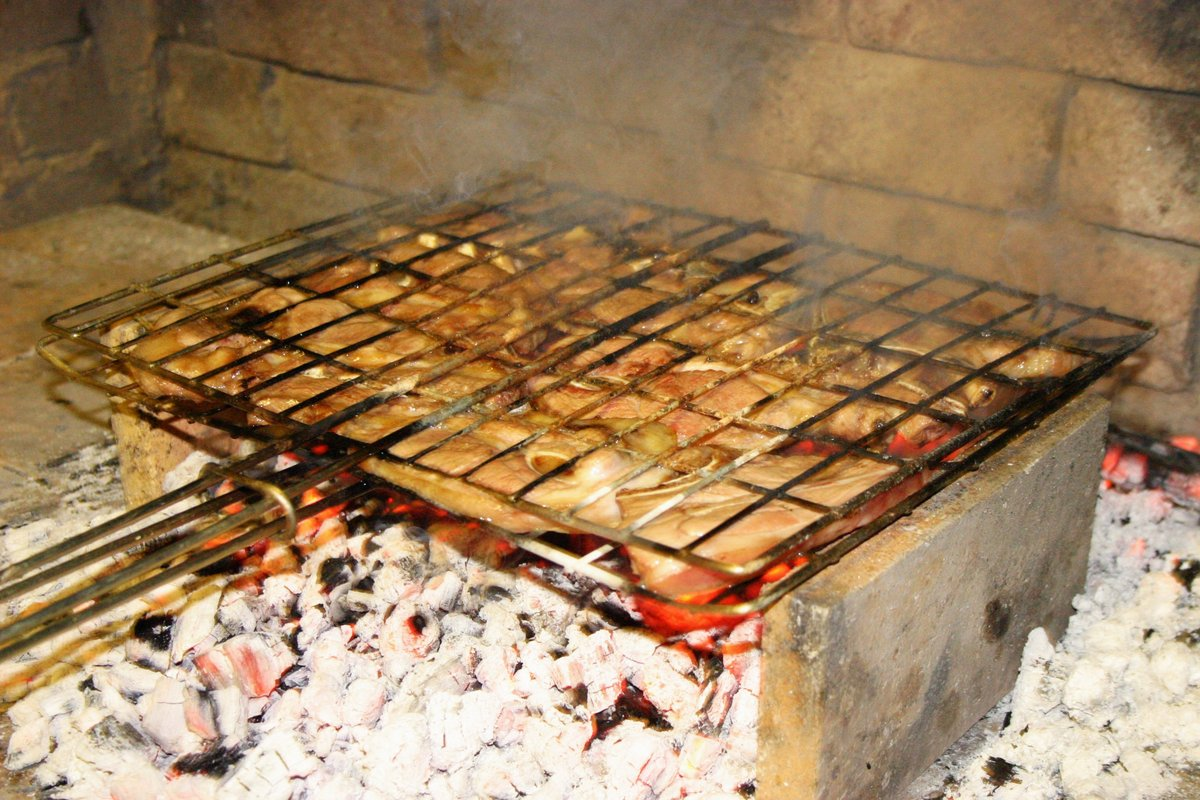
Costeletas de cordeiro em um Braai

No período pré-colonial, a culinária indígena era caracterizada pelo uso de uma grande variedade de frutas, nozes, bulbos, folhas e outros produtos colhidos de plantas silvestres e pela caça de caça selvagem. A domesticação do gado na região há cerca de dois mil anos por grupos Khoisan possibilitou o uso de produtos lácteos e a disponibilidade de carne . No entanto, durante o período colonial, a apreensão de terras comunais na Namíbia ajudou a desencorajar a agricultura tradicional e reduziu a extensão de terra disponível para os povos indígenas.
- Vetkoek
- Oshikundu

## Culinária colonial
A Namíbia foi colonizada por colonos alemães durante o século XIX, e a influência alemã na culinária branca da Namíbia permanece muito forte. Um exemplo da culinária dos colonos alemães é o Wiener schnitzel.

## Fermentação
A cerveja era fabricada por muitas tribos indígenas no território que hoje é a Namíbia. As receitas dependiam de ingredientes disponíveis localmente e eram preparadas para fazer, por exemplo, cerveja com açúcar e cerveja com mel. A tradição da cerveja alemã continuou no sudoeste da África colonial alemã. Depois que rapidamente se revelou impraticável e caro importá-lo da Alemanha, cervejarias foram estabelecidas em toda a colônia. No entanto, quando após a Primeira Guerra Mundial muitos alemães foram deportados e uma depressão econômica se instalou, a maioria das cervejarias fechou.
Já as cervejas lager alemãs, incluindo Tafel e Windhoek, ainda são fabricadas no país para consumo doméstico e exportação.

## Ver também

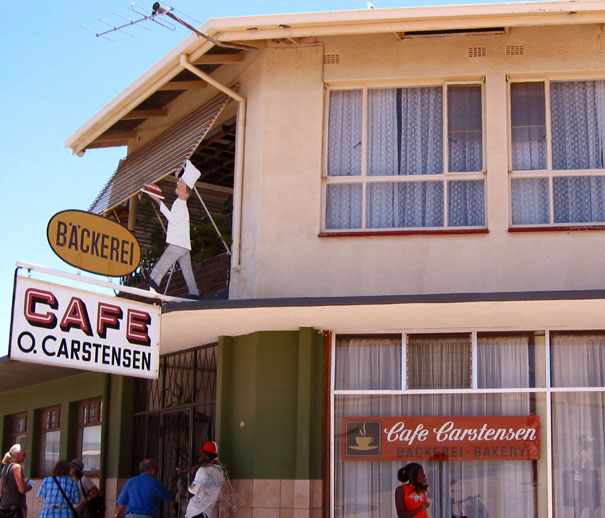
O Café Carstensen, agora fechado em Otjiwarongo, capital da região de Otjozondjupa na Namíbia